# Мирсад Фазлагић
Мирсад Фазлагић (Чапљина, 4. април 1943) јесте бивши југословенски фудбалер.

## Биографија
Почео је да игра 1957. у чапљинском Борцу, а 1960. краће време играо је за омладинску екипу Жељезничара (17 утакмица). Наредне године прешао је у ФК Сарајево и у првенству 1961/62. постао је првотимац. Као одличан бек, дрес Сарајева носио је 11 година (1961-1972) и одиграо укупно 404 утакмице (215 првенствених) и постигао 10 голова.
Био је капитен тима када је Сарајево у сезони 1966/67. освојило титулу првака Југославије. Каријеру је завршио 1972. после теже повреде.
Поред две утакмице за омладинску (1961), шест за младу (1963-1965) и једне за „Б“ репрезентацију Југославије (1966), одиграо је и 19 утакмица за најбољу селекцију Југославије. Дебитовао је 31. марта 1963. против Белгије (1:0) у Бриселу, а последњу утакмицу одиграо је као капитен репрезентације у финалу Европског првенства 1968. 10. јуна 1968. против Италије (0:2) у Риму. Учествовао је и на олимпијском турниру 1964. у Јапану.
Радио је као тренер у стручном штабу Сарајева, а од 2. јануара 1974. до 1. јула 1975. био је тренер првог тима.